# Dresdner Philharmonie
La Dresdner Philharmonie è un'orchestra sinfonica tedesca con sede a Dresda. Il suo principale locale per i concerti è il Kulturpalast. L'orchestra si esibisce anche alla Kreuzkirche, alla Hochschule für Musik Dresden e allo Schloss Albrechtsberg. Riceve un sostegno finanziario dalla città di Dresda. I gruppi corali affiliati all'orchestra sono il Philharmonische Chor Dresden e il Dresdner Kammerchor.

## Storia
L'orchestra fu fondata nel 1870 e diede il suo primo concerto al Gewerbehaussaal il 29 novembre 1870, sotto il nome di Gewerbehausorchester. L'orchestra acquisì il suo nome attuale nel 1915. Durante l'esistenza della DDR l'orchestra prese come sua sede principale il Kulturpalast. Dopo la riunificazione tedesca furono proposti piani per una nuova sala da concerto. Questi non si realizzarono nel periodo della direzione principale di Marek Janowski, che citò questa mancanza di sviluppo di una nuova sala per l'orchestra come motivo per le sue dimissioni dalla carica nel 2003.
Il direttore principale dell'orchestra è Michael Sanderling dal 2011. Il suo contratto iniziale era di tre anni. Nell'ottobre 2013, l'orchestra annunciò l'estensione del contratto di Sanderling come direttore principale fino alla stagione 2018-2019. Nel novembre 2016 Sanderling annunciò, tramite una lettera al sindaco di Dresda, la sua intenzione di dimettersi come direttore principale dell'orchestra dopo la fine del suo attuale contratto nel 2019, in segno di protesta per aver appreso delle proposte di riduzioni del budget culturale tramite i resoconti dei media invece di essere informato direttamente dalle autorità civiche.
Nel settembre 2018 l'orchestra ha annunciato la riconferma di Janowski come direttore principale, effettivo dalla stagione 2019-2020, con un contratto iniziale di 3 stagioni.

## Direttori principali
- Hermann Mannsfeldt (1870-1885)
- Michael Zimmermann (1885-1886)
- Ernst Stahl (1886-1890)
- August Trenkler (1890-1903)
- Willy Olsen (1903-1915)
- Edwin Lindner (1915-1923)
- Joseph Gustav Mraczek (1923-1924)
- Eduard Mörike (1924-1929)
- Paul Scheinpflug (1929-1932)
- Werner Ladwig (1932-1934)
- Paul van Kempen (1934-1942)
- Carl Schuricht (1942-1944)
- Gerhart Wiesenhütter (1945-1946)
- Heinz Bongartz (1947-1964)
- Horst Förster (1964-1967)
- Kurt Masur (1967-1972)
- Günther Herbig (1972-1976)
- Herbert Kegel (1977-1985)
- Jörg-Peter Weigle (1986-1994)
- Michel Plasson (1994-2001)
- Marek Janowski (2001-2003, 2019-)
- Rafael Frühbeck de Burgos (2004-2011)
- Michael Sanderling (2011-2019)